# North Key Largo
North Key Largo é uma Região censo-designada localizada no estado americano de Flórida, no Condado de Monroe.

## Demografia
Segundo o censo americano de 2000, a sua população era de 1049 habitantes.

## Geografia
De acordo com o United States Census Bureau tem uma área de
50,9 km², dos quais 48,6 km² cobertos por terra e 2,3 km² cobertos por água.

## Localidades na vizinhança
O diagrama seguinte representa as localidades num raio de 32 km ao redor de North Key Largo.